# GSC2414-936
GSC2414-936 — хімічно пекулярна зоря спектрального класу B9, що має видиму зоряну величину в смузі V приблизно 10,5.

## Пекулярний хімічний вміст
Зоряна атмосфера GSC2414-936 має підвищений вміст 
Si
.